# Atlantic Airways

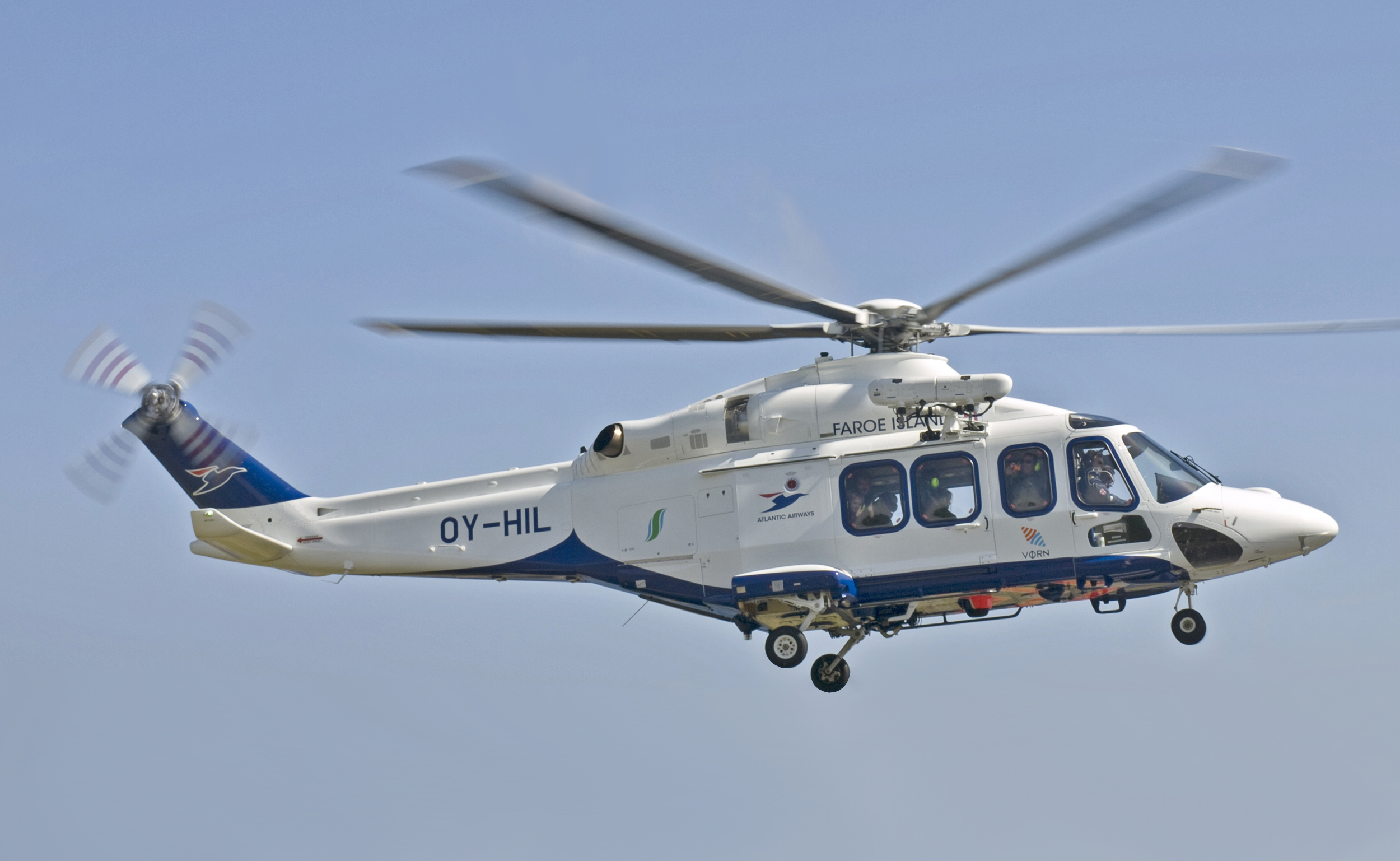
Leonardo AW139 w barwach Atlantic Airways lądujący w heliporcie w Tórshavn

Atlantic Airways – farerska linia lotnicza. Jej głównym celem jest zapewnienie szybkiego transportu pasażerów z wielu lotnisk Europy na Szetlandy i Wyspy Owcze. Swoją siedzibę mają w porcie lotniczym Vágar (Sørvágur). Jest to jeden z głównych sponsorów Formuladeildin.

## Historia
Cywilne połączenie lotnicze z Wyspami Owczymi zostało udostępnione już w 1963, była to linia Sørvágur-Kopenhaga obsługiwana przez duńską firmę Maersk Air. Z czasem mieszkańcy archipelagu zaczęli występować przeciw temu monopolowi i w latach 80. XX wieku zaczęto myśleć nad alternatywnym, farerskim połączeniem. Parlament Wysp Owczych zaczął podejmować inicjatywy w tym kierunku i w 1987 ostatecznie doszło do porozumienia i rozdania udziałów między nim (51%), a duńską linią Cimber Air (49%). Zbudowano więc hangar z ramienia farerskiego parlamentu, a 28 marca 1988 odbył się pierwszy lot za pomocą samolotu BAe 146. Rok później wyspiarze zyskali pełnię udziałów w linii Atlantic Airways.
Pierwszym zadaniem nowej linii lotniczej, która zdaniem wielu miała się bardzo szybko rozpaść, było unowocześnienie farerskiego lotnictwa tak, by spełniało ogólnie przyjęte normy, a także stworzenie wyspecjalizowanych kadr lotniczych, zatrudniano bowiem jedynie Farerczyków.

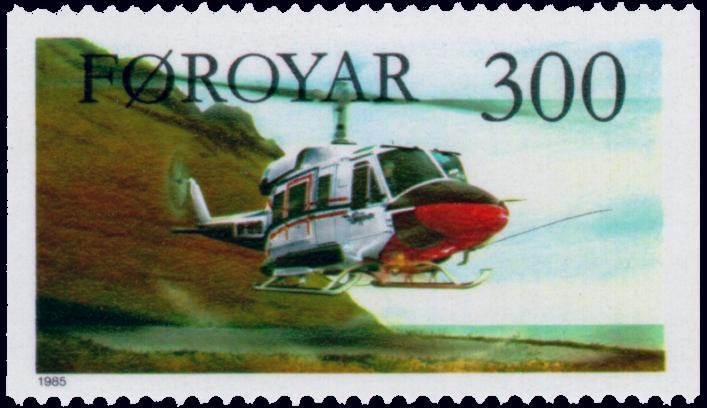
Bell 212 na znaczku pocztowym

Od 1994 Atlantic Airways udziela połączeń helikopterowych wewnątrz wysp za pomocą maszyn Bell Helicopter Textron. Wcześniej zajmowała się tym SL Helicopters, jednak decyzją parlamentu stała się częścią większej korporacji. Służą one głównie celom turystycznym, czasami jednak wykorzystuje się je w różnorakich poszukiwaniach.
Pierwszą linię poza obręb Danii otworzono w 1995 roku na mocy umowy z Air Iceland, miała ona kierować pasażerów do Reykjavíku. Zaraz później powstała druga umowa na loty do grenlandzkiego Narsarsuaq. Kolejne zaś utworzono w przeciągu następnych trzech lat - do Billund i Aberdeen. Lista pasażerów stale jednak rosła, zdecydowano więc w roku 2000 o kupnie drugiego samolotu typu BAe 146-200, otworzono też nowe linie, do Londynu, Oslo, Stavanger, Aalborgu, Stord i Edynburga, zaniechano jednak dwóch ostatnich, zamieniając je na połączenie stolicy Wielkiej Brytanii ze Sumburgh na Szetlandach w 2006.
Dziś Atlantic Airways to linia lotnicza, której budżet od 1998 do 2006 wzrósł ze 120 milionów koron duńskich do 520 milionów. Firma zatrudnia 177 pracowników (styczeń 2007). Parlament postanowił w 2007 sprywatyzować 33% udziałów firmy, w kolejnym roku ma zrobić to samo z kolejnymi 33%.
Ostatnie lata to jednak nie tylko sukcesy farerskiej linii lotniczej, zdarzyła się bowiem 10 października 2006 o 7:35 katastrofa lotnicza na pasie startowym w Strond. Podczas lądowania doszło do poślizgu, przez który BAe 146-200 (OY-CRG) wypadł z pasa. Zginęły cztery osoby, osiem zostało rannych. Według raportu Havarikommisjonen, przyczyną było awaria sterownika klap oraz zablokowanie kół przez hamulec awaryjny i - w efekcie - ślizganie się maszyny.

## Flota
Flota linii składa się z 4 samolotów o średnim wieku 6,3 roku oraz dwóch helikopterów (stan na lipiec 2023 r.).
| Typ maszyny     | Liczba | Zamówionych | Uwagi                             |
| --------------- | ------ | ----------- | --------------------------------- |
| Airbus A320-200 | 2      |             |                                   |
| Airbus A320neo  | 2      |             |                                   |
| Leonardo AW139  | 2      |             | Służą także do celów ratowniczych |

## Trasy

### Międzypaństwowe
Wedle oficjalnych rozkładów na rok 2008 samoloty mają kursować na dziesięciu trasach do sześciu państw. Loty zależą także od sezonu, zimą obsługiwane są stale tylko trzy linie. Letnie loty 2008 zapowiadają się następująco:
| Linia                                                                               | Częstotliwość   | Uwagi         |
| ----------------------------------------------------------------------------------- | --------------- | ------------- |
| Stansted Airport (Londyn, Anglia) - Vága Floghavn (Sørvágur Wyspy Owcze)            | 2 loty/tydzień  | Od 23 maja    |
| Stansted Airport (Londyn, Anglia) - Sumburgh Airport (Sumburgh, Szetlandy)          | 2 loty/tydzień  | Od 23 maja    |
| Aalborg Lufthavn (Aalborg, Dania) - Vága Floghavn (Sørvágur Wyspy Owcze)            | 4 loty/tydzień  | Od 10 maja    |
| Billund Lufthavn (Billund, Dania) - Vága Floghavn (Sørvágur Wyspy Owcze)            | 9 lotów/tydzień |               |
| Kastrup Lufthavn (Kopenhaga, Dania) - Vága Floghavn (Sørvágur Wyspy Owcze)          | 6 lotów/dzień   |               |
| Narsarsuaq Lufthavn (Narsarsuaq, Grenlandia) - Vága Floghavn (Sørvágur Wyspy Owcze) | 2 loty/tydzień  | Od 30 czerwca |
| Reykjavíkurflugvöllur (Reykjavík, Islandia) - Vága Floghavn (Sørvágur Wyspy Owcze)  | 3 loty/tydzień  |               |
| Stavanger Lufthavn (Stavanger, Norwegia) - Vága Floghavn (Sørvágur Wyspy Owcze)     | 2 loty/tydzień  | Od 19 czerwca |
| Aberdeen Airport (Aberdeen, Szkocja) - Vága Floghavn (Sørvágur Wyspy Owcze)         | Brak danych     |               |
| Arlanda Flygplats (Märsta, Szwecja) - Vága Floghavn (Sørvágur Wyspy Owcze)          | 2 loty/tydzień  | Od 19 czerwca |

### Wewnątrz Wysp Owczych
Prócz łączenia okolicznej ludności z Europą Atlantic Airways obsługują przeprawy helikopterowe wewnątrz archipelagu Wysp Owczych. Ma to za zadanie nie tylko ułatwienie potencjalnym turystom dotarcie do szczególnych miejsc, ale także ułatwienie życia mieszkańcom małych wysp, którym ciężko jest zawsze przeprawiać się za pomocą jednostki pływającej. Kursują one w poniedziałki, środy, piątki i soboty, przy czym pierwszy dzień tygodnia tylko w czerwcu, lipcu i sierpniu. Helikoptery z lotniska docierają między innymi do: Thorshavn, Klaksvík, Mykines, Koltur, Skúvoy, Dímun czy Kirkja.